# North Royalton
North Royalton és una població dels Estats Units a l'estat d'Ohio. Segons el cens del 2000 tenia 28.648 habitants.

## Demografia
Segons el cens del 2000, North Royalton tenia 28.648 habitants, 11.250 habitatges, i 7.695 famílies. La densitat de població era de 519,5 habitants/km².
Dels 11.250 habitatges en un 31,5% hi vivien nens de menys de 18 anys, en un 58,4% hi vivien parelles casades, en un 7,4% dones solteres, i en un 31,6% no eren unitats familiars. En el 26,7% dels habitatges hi vivien persones soles el 7% de les quals corresponia a persones de 65 anys o més que vivien soles. El nombre mitjà de persones vivint en cada habitatge era de 2,51 i el nombre mitjà de persones que vivien en cada família era de 3,11.
Per edats la població es repartia de la següent manera: un 24,3% tenia menys de 18 anys, un 7,7% entre 18 i 24, un 30,6% entre 25 i 44, un 25,4% de 45 a 60 i un 12% 65 anys o més.
L'edat mediana era de 39 anys. Per cada 100 dones de 18 o més anys hi havia 92,4 homes.
La renda mediana per habitatge era de 57.398 $ i la renda mediana per família de 69.983 $. Els homes tenien una renda mediana de 46.764 $ mentre que les dones 31.173 $. La renda per capita de la població era de 26.610 $. Aproximadament l'1,2% de les famílies i el 2,3% de la població estaven per davall del llindar de pobresa.

## Poblacions més properes
El següent diagrama mostra les poblacions més properes.